# Aulifeltet
Aulifeltet est une localité du comté d'Akershus, en Norvège. Sa population compte 2 683 habitants dont 512 résident dans la zone faisant partie de la municipalité voisine Sørum.